# 普里維利涅 (索洛涅區)
48°12′30″N 34°43′5″E / 48.20833°N 34.71806°E

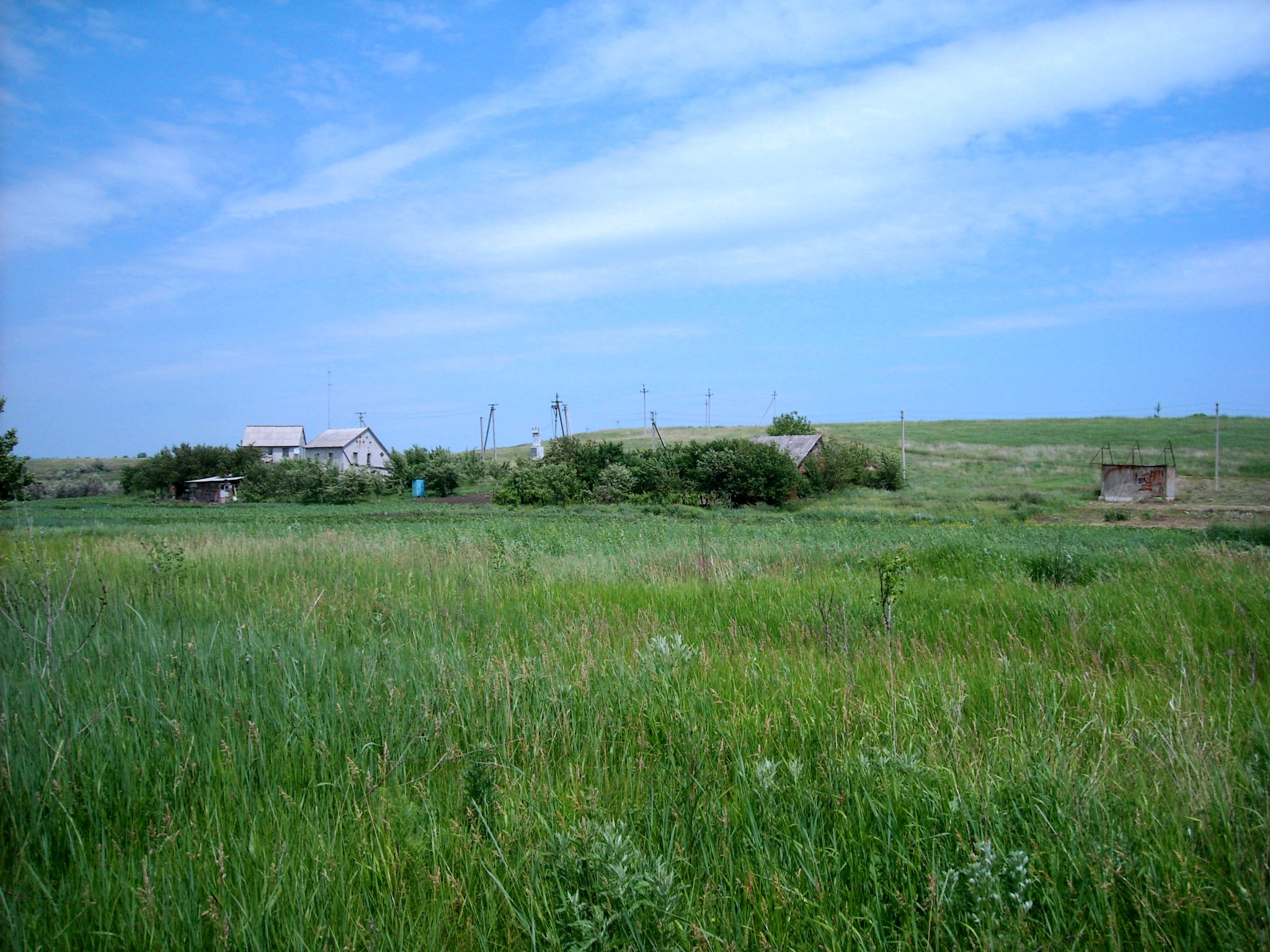

普里維利涅（烏克蘭語：Привільне）是烏克蘭中部的村莊，隸屬第聶伯羅彼得羅夫斯克州的第聶伯羅區。該村處於莫克拉蘇拉河右岸，距離特魯多柳比夫卡0.5公里，海拔高度65米，2001年人口1,131。